# اینترنشنال ارو انجینز

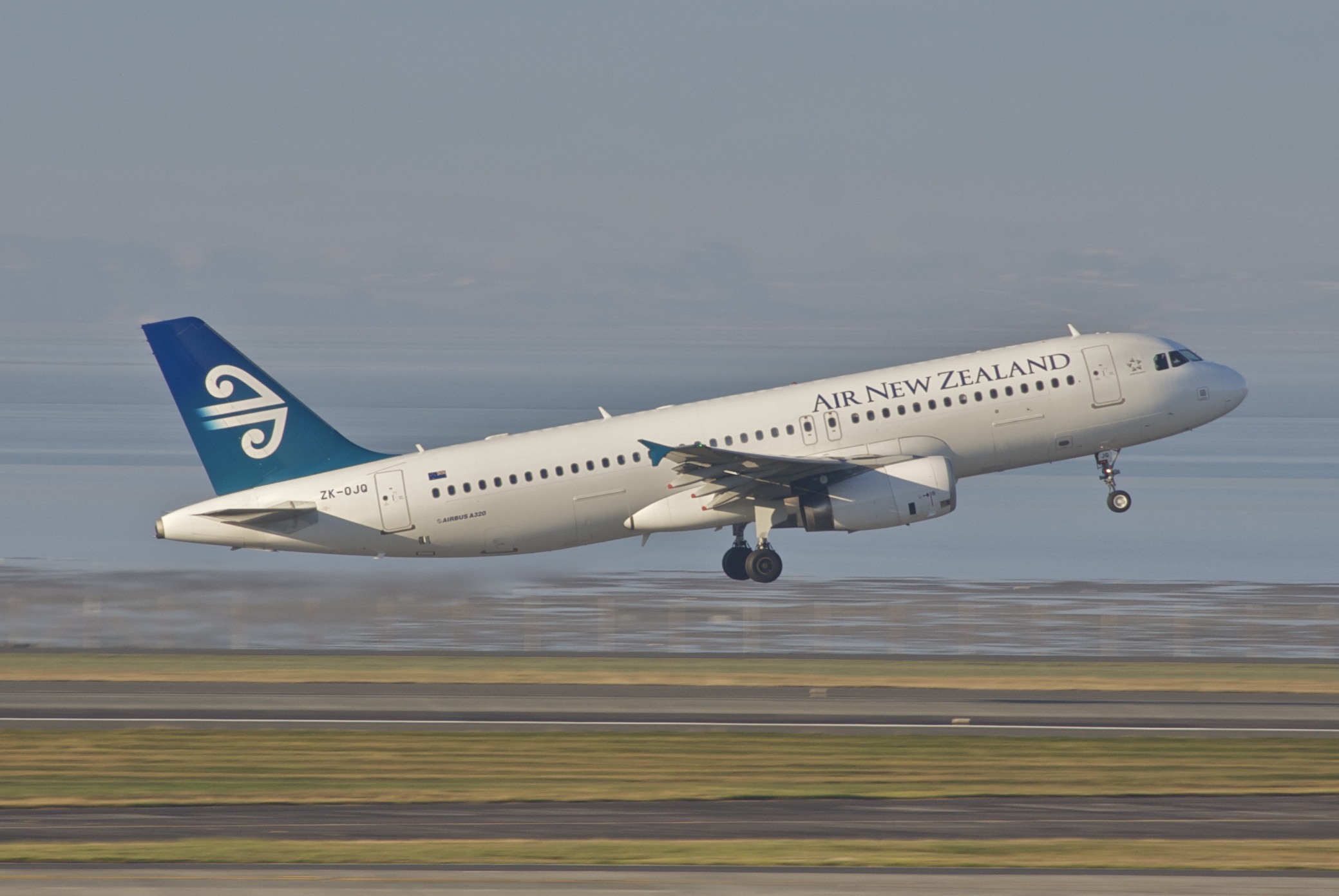
ایرباس A320-232 با موتورهای V2500

 اینترنشنال ارو انجینز آگ یک سرمایه‌گذاری مشترک تولیدی در زوریخ است که در سال ۱۹۸۳ تأسیس شد تا یک مدل موتور هواگرد برای بازار هواپیماهای باریک‌پیکر توسعه دهد. همکاری بین چهار شرکت تولیدکننده موتورهای هواپیما در جهان، موتور V2500 دومین موتور جت تجاری موفق در تولید، تا به امروز از لحاظ حجم، و سومین موتور جت تجاری موفق در تاریخ هوانوردی را تولید کرد.